# Nicolò Doria (podestà)
Nicolò Doria (Genova, ... – Genova, gennaio 1276) è stato un politico e militare italiano.

## Biografia
Figlio di Manuele Doria e di Giorgia, figlia di Comita I di Torres. Nicolò apparteneva al ramo della famiglia Doria che aveva i propri interessi nel Logudoro.
Sposò verso il 1231 Preziosa, figlia di Mariano II di Torres, accrescendo così i domini e l'influenza della sua famiglia sul Logudoro. Ebbe sei figli: Brancaleone, Rizzardo, Babilanino, Mariano e Lotarengo.
Attivo nelle vicende politiche genovesi, essendo presente alla stipulazione del trattato di Ninfeo.
Intorno alla metà del XIII secolo perse il controllo dei territori sardi, a causa delle ingerenze pisane, che fu ripreso però intorno al 1264, grazie all'appoggio delle autorità genovesi ed all'appoggio di Manfredi di Sicilia.
Nel 1265 a seguito del fallito colpo di Stato di Oberto Doria, affiancato a Guido Spinola, venne fatto Capitano del Popolo. Lasciò l'incarico, alla pari dello Spinola, l'anno seguente, venendo sostituito dal podestà Giacomo di Palude.
Nel dicembre 1271 guidò, insieme a Percivalle Doria e Babilano Doria, una spedizione contro i Grimaldi a Stella, ove espugnò il loro castello il 2 agosto 1272.